# Rosie Frater-Taylor
Rosie Frater-Taylor (* 1998 oder 1999 in Schottland) ist eine britische Singer-Songwriterin und Jazzmusikerin (Gitarre, Ukulele). „Mit einem klaren Ziel verwischt Rosie die Grenzen zwischen Jazz, Folk, Pop & Soul“, schreibt das Jazz Journal.

## Leben und Wirken
Rosie Frater-Taylor ist die Tochter des Londoner Schlagzeugers Steve Taylor und der in London lebenden schottischen Sängerin Josie Frater. Nachdem sie zunächst Schlagzeug gespielt hatte, wechselte sie zur Gitarre, konzentrierte sich auf Jazz und studierte bei Tomorrow’s Warriors, NYJO und an der Royal Academy of Music. Ihre mit 16 Jahren aufgenommenen Cubase-Demos wurden schließlich zu ihrem ersten Album On My Mind (2018), auf dem sie von ihrem Vater begleitet wurde. Lauren Bush (London Jazz News) lobte „ihr herausragendes Leadgitarrenspiel zusammen mit ihrer gefühlvollen lyrischen Phrasierung“. Ihr Gesang schwebe über der Begleitung, während sie sich bequem durch alle Texturen ihrer Stimme bewege.
Seit August 2020 ist Frater-Taylor Rotosound-Künstlerin und produziert Videos für die Firma, deren Pure Nickel PN10 Saiten sie für ihre Gibson Les Paul Gitarre bevorzugt. Sie verwendet einen Henriksen-Gitarrenverstärker, den sie für seinen warmen Klang bevorzugt. Seitdem trat sie in Londoner Clubs wie Ronnie Scott’s Jazz Club, im Kansas Smitty’s in Hackney und im Jazz Cafe in Camden auf; Mark Gilbert schrieb über ihren Auftritt im Londoner Jazz Café im Jazz Journal, die Gitarristin verbinde die Schattierungen von Pat Metheny, John Scofield und George Benson mit Scatgesang.
Ihr zweites Album Bloom erschien im Juni 2021 (mit der Singleauskopplung „Think About You“). Andy Robson (Jazzwise) schrieb, Bloom sei auf andere Weise kantig als ihr Debüt On My Mind, das nach ihrer eigenen Beschreibung „folky“ in der Textur war. Der Singer-Songwriter-Modus bleibe bestehen, aber jetzt sind die Melodien wie beim Opener „I Think About You“ feierlich poppig. Der Stimmumfang ist auch üppiger, eine gefühlvolles Anmutung habe sich mit diesen höheren Lagen im Joni-Mitchell-Stil verbunden. Zu ihren musikalischen Vorbildern in den Genres Folk und Jazz nennt sie Joni Mitchell, Olivia Chaney, Becca Stevens auf der Folk-Seite und Pat Metheny, George Benson und Lionel Loueke auf der Jazz-Seite.
Frater-Taylor wurde 2021 in der Kategorie Newcomer des Jahres für die Parliamentary Jazz Awards nominiert.

## Diskographische Hinweise
- On My Mind (2018)
- LIVE Lullaby (JazzNewBlood, 2018) Single[6]
- Archipelago:[7] Between Waves (2018)[8]
- Bloom (2021), mit  Chris Hyson, Matt Piper, Conor Albert, Hugo Piper, Seth Tackaberry. Steve Taylor